# サムエレ・ムラッティエーリ
サムエレ・ムラッティエーリ（Samuele Mulattieri, 2000年10月7日 - ）は、イタリア・ラ・スペツィア出身のサッカー選手。USサッスオーロ・カルチョ所属。ポジションはFW（センターフォワード）。

## クラブ経歴
2008年からスペツィア・カルチョでキャリアをスタートさせ、2018年、インテルナツィオナーレ・ミラノのユースチームに移籍した。2021年7月21日、FCクロトーネにレンタル移籍した。
2022年7月25日にフロジノーネ・カルチョに買取オプション付きの期限付き移籍をすると、フロジノーネではチーム最多となる12ゴールを挙げてチームをセリエB優勝と5シーズンぶりとなるセリエA昇格に貢献した。
2023年7月7日、セリエAに所属していたUSサッスオーロ・カルチョへ完全移籍で加入した。

## 代表歴
各年代のイタリア代表としてプレーしている。

## 個人成績
2023年6月19日現在
| クラブ                          | リーグ                 | シーズン       | リーグ戦 | リーグ戦 | カップ戦 | カップ戦 | 国際大会 | 国際大会 | その他 | その他 | 期間通算 | 期間通算 |
| クラブ                          | リーグ                 | シーズン       | 出場     | 得点     | 出場     | 得点     | 出場     | 得点     | 出場   | 得点   | 出場     | 得点     |
| ------------------------------- | ---------------------- | -------------- | -------- | -------- | -------- | -------- | -------- | -------- | ------ | ------ | -------- | -------- |
| スペツィア                      | セリエB                | 2017-18        | 3        | 1        | 0        | 0        | -        | -        | -      | -      | 3        | 1        |
| インテル・ミラノ プリマヴェーラ | プリマヴェーラ1        | 2018-19        | 20       | 2        | 3        | 0        | 8        | 2        | 0      | 0      | 31       | 4        |
| インテル・ミラノ プリマヴェーラ | プリマヴェーラ1        | 2019-20        | 21       | 15       | 1        | 1        | -        | -        | -      | -      | 22       | 16       |
| →フォレンダム (loan)            | エールステ・ディヴィジ | 2020-21        | 30       | 18       | 1        | 0        | -        | -        | 1      | 1      | 32       | 19       |
| →クロトーネ (loan)              | セリエB                | 2021-22        | 28       | 6        | 1        | 1        | -        | -        | -      | -      | 29       | 7        |
| →フロジノーネ (loan)            | セリエB                | 2022-23        | 29       | 12       | 1        | 0        | -        | -        | -      | -      | 30       | 12       |
| キャリア総通算                  | キャリア総通算         | キャリア総通算 | 131      | 54       | 7        | 2        | 8        | 2        | 1      | 1      | 147      | 59       |

1. ↑  昇降格プレーオフ

## タイトル
インテル・ミラノ・プリマヴェーラ
- プリマヴェーラ1得点王 : 1回（2019-2020）

フロジノーネ
- セリエB : 1 回（2022-23）